# Jennifer Shahade
Jennifer Shahade (Filadèlfia, Pennsilvània, 31 de desembre de 1980), és una jugadora i escriptora d'escacs estatunidenca, que té el títol de Gran Mestre Femení des de 2005. Ha estat dos cops campiona femenina d'escacs dels Estats Units. És filla del Mestre de la FIDE Mike Shahade i de la professora i escriptora de química a la Drexel University Sally Solomon, i germana del Mestre Internacional Greg Shahade.
Shahade viu a Filadèlfia i ha guanyat un títol en literatura comparada a la Universitat de Nova York. Ha escrit a Los Angeles Times, The New York Times, Chess Life, New in Chess, i chessninja.com. El seu primer llibre Chess Bitch: Women in the Ultimate Intellectual Sport (Siles Press, ISBN 1-890085-09-X) fou publicat l'octubre de 2005.
Tot i que es manté inactiva des de gener de 2006, a la llista d'Elo de la FIDE de desembre de 2014, hi tenia un Elo de 2322 punts, cosa que en feia el jugador número 293 dels Estats Units. El seu màxim Elo va ser de 2366 punts, a la llista d'abril de 2003 (posició 3566 al rànquing mundial).

## Biografia i resultats destacats en competició
El 1998, fou la primera (i fins ara l'única) dona en guanyar el Campionat júnior obert dels Estats Units. El 2002, guanyà el Campionat femení dels Estats Units a Seattle, Washington. El següent any, tot i que no repetí com a campiona femenina dels EUA, ho va fer prou bé per guanyar la seva segona norma de Mestre Internacional. El 2004, retornà al primer pla entre les jugadores femenines dels EUA guanyant el Campionat femení dels EUA, que aquell any es disputà com a torneig round-robin invitacional a set jugadores.

## D'altres activitats
El 2006 Shahade fou contractada per la Federació d'Escacs dels Estats Units per ser l'editora en cap del seu lloc web. El 2007 Shahade cofundà una organització d'escacs sense ànim de lucre anomenada 9 Queens.
Shahade és també jugadora de pòquer; fou 17a d'entre 1286 participants en les World Series of Poker femenines de 2007, i 33a d'entre 1190 en el mateix esdeveniment el 2008.

## Llibres
- Shahade, Jennifer. Chess Bitch: Women in the Ultimate Intellectual Sport.  Siles Press, 2005. ISBN 1-890085-09-X.
- Shahade, Jennifer. Play Like a Girl!.  Mongoose Press, 2011. ISBN 978-1-93-6277-03-2.